# Sunrise Beach
Sunrise Beach is een plaats (village) in de Amerikaanse staat Missouri, en valt bestuurlijk gezien onder Camden County en Morgan County.

## Demografie
Bij de volkstelling in 2000 werd het aantal inwoners vastgesteld op 368.
In 2006 is het aantal inwoners door het United States Census Bureau geschat op 395, een stijging van 27 (7,3%).

## Geografie
Volgens het United States Census Bureau beslaat de plaats een oppervlakte van
11,5 km², geheel bestaande uit land. Sunrise Beach ligt op ongeveer 214 m boven zeeniveau.

## Plaatsen in de nabije omgeving
De onderstaande figuur toont nabijgelegen plaatsen in een straal van 16 km rond Sunrise Beach.